# (19986) 1990 KD
(19986) 1990 KD là một tiểu hành tinh vành đai chính. Nó được phát hiện bởi Robert H. McNaught ở Đài thiên văn Siding Spring ở Coonabarabran, New South Wales, Australia, ngày 20 tháng 5 năm 1990.